# اتحاد جمهورية الدومينيكان لكرة القدم
تأسس اتحاد جمهورية الدومنيكان لكرة القدم في عام 1953م وانضم إلى الإتحاد الدولي لكرة القدم في 1958م وإنضم إلى اتحاد أمريكا الشمالية لكرة القدم في 1964م.

## روابط إضافية
- Official website
- Dominican Republic at the FIFA website.